# Stadsoorlog
Stadsoorlog is oorlog in dichtbewoonde en dichtbebouwde gebieden zoals steden, in het jargon aangeduid als OVG (Optreden in Verstedelijkt Gebied). De Amerikaanse term hiervoor is MOUT, oftewel Military Operations on Urban Terrain. De Britse term is FIBUA (Fighting in Built-Up Areas), alhoewel het vroeger ook wel OBUA (Operations in Built-Up Areas) en FISH (Fighting in Someones House) werd genoemd.
Oorlog in een stad is heel anders dan traditionele oorlog op een open slagveld tegen een normaal leger. Een complicerende factor is dat stadsoorlog meestal in de aanwezigheid van burgers is en er ook vaak allerlei soorten strijders zijn, van bewapende milities en bendes tot mensen die hun eigen huis beschermen en onschuldige burgers die proberen uit de weg van de strijdende partijen te blijven. De militaire operaties worden ook bemoeilijkt door het beperkte zicht en vuurafstand vanwege de gebouwen. Dit geeft verdedigers veel gelegenheid tot verstoppen en dekking en maakt het plaatsen van boobytraps en sluipschutters makkelijk. Dit alles bracht compleet nieuwe militaire tactieken met zich mee.

## Bekende stadsgevechten
- Slag om Stalingrad
- Slag om Berlijn
- Slag om Boedapest
- Slag om Arnhem